# Erich Behrendt (Politiker)

Erich Behrendt

Erich Behrendt (* 22. Mai 1904 in Drengfurthshof; † 27. Dezember 1941 in Kolpino) war ein deutscher Politiker (NSDAP).

## Leben und Wirken
Behrendt besuchte das Reformrealgymnasium und nahm danach eine landwirtschaftliche Tätigkeit auf. Später wurde er zunächst landwirtschaftlicher Beamter, bevor er sich als Landwirt in Raulitt niederließ. Behrendt trat zum 1. Mai 1929 der NSDAP bei (Mitgliedsnummer 136.114) und wurde im Oktober 1929 Leiter der Benkheimer NSDAP-Ortsgruppe. Dies blieb er bis Oktober 1930. 
Am 1. Januar 1933 wurde Behrendt zum SA-Standartenführer ernannt und am 1. September 1933 zum SA-Oberführer. Als Oberführer stand er bis zum 28. Februar 1937 der SA-Brigade 4 in Königsberg vor. Während dieser Zeit wurde er auch Kreisbauernführer des Landkreises Königsberg. Am 20. April 1936 war er in der Zwischenzeit zum SA-Brigadeführer ernannt worden. Vom 1. März 1937 an war er bis zu seinem Tod Stabsführer der SA-Gruppe Ostland.
Im Jahr 1933 war Behrendt für ein paar Monate Abgeordneter des Preußischen Landtags, bevor er am 12. November als Abgeordneter für den Wahlkreis 1 (Ostpreußen) im nationalsozialistischen Reichstag saß. Er nahm als Leutnant der Reserve und Schwadronsführer am Zweiten Weltkrieg teil und fiel Ende 1941 in Kolpino vor Leningrad.